# Château de Terride (Ariège)
Pour les articles homonymes, voir Château de Terride.
Le château de Terride est un monument en ruine, situé dans la commune de Mirepoix dans le département de l'Ariège, en France.

## Localisation
A moins d'un kilomètre à vol d'oiseau, le site castral se trouve au nord de la ville, au-delà de l'Hers-vif et de la RD 119, à l'est du hameau de Bartas et au sommet d'une colline s'élevant à 356 m. C'est une propriété privée.

## Toponymie
Le château de Mirepoix a pris le nom de château de Terride après le mariage de Jean VI de Lévis (1540-1607), seigneur de Mirepoix, le 8 février 1563, avec Catherine Ursule de Lomagne (1540-1616), fille d'Antoine de Lomagne (1521-1569), vicomte de Gimoès, baron de Terride, qui a apporté en dot à son mari la baronnie de Terride. De ce mariage sont nés dix enfants. Le deuxième fils, Antoine Guillaume de Lévis, reçoit de sa mère la baronnie de Terride à l'occasion de son mariage avec Marguerite de Lomagne, sa cousine germaine, en 1593. Ce don est fait à la condition qu'il prenne le nom et les armes de la Maison de Lomagne Terride. Mais la mort de son frère Jean de Lévis, en 1603, puis de son père, en 1607, le fait seigneur de Mirepoix entraînant l'annulation de la donation. Catherine Ursule de Lomagne donne la baronnie à un cadet, Jean de Lévis, seigneur de Roquefort, appelé comte de Terride, né en 1578, et mort en 1664 au château de Mirepoix qui a depuis pris le nom de Terride.

## Historique
Déjà construit dès le milieu du Xe siècle, le château appartenait à la famille de Bellissen. Selon le cartulaire de Mirepoix, Arnaud Bellissen prête serment de fidélité en 1084 pour le château de Mirepoix à Ermengarde de Carcassonne et à son fils Bernard Aton IV Trencavel.
Une charte copiée par Jean de Doat, président de la chambre des comptes de Navarre, en 1670 se trouvant à la Bibliothèque nationale de France indique qu'en 960, Roger et Arnaud, fils de Bellissen, Raimond, fils de Rengard, Aldaguier, fils d'Ermessinde, prêtent serment de fidélité à Ermengarde, fille de Rengarde, pour le château et forteresse de Mirepoix. Le cartulaire de Boulbonne rapporte les mêmes hommages mais sans préciser la date. Dans Histoire générale de Languedoc, tome 2, on retrouve la mention de ce serment des seigneurs de Mirepoix, Udalger, fils d'Ermessinde, Roger, fils de Belisende, Raymond, fils de Rangarde, à Ermengarde de Carcassonne après la mort de Frotaire/Frothaire II, évêque de Nîmes, vers 1077. Une charte de 1061 donne la donation faite à Rangarde de La Marche et à son fils Roger III de Carcassonne des châteaux de Prouille et de Mirepoix. Comme le fait remarquer Adolphe Garrigou dans Études historiques sur l'ancien Pays de Foix et le Couseran, il y a des discordances de dates en citant des personnages ayant les mêmes noms. Il en déduit que Doat n'ayant fait que des copies d'actes en citant Ermengarde de Carcassonne qui vivait en 1084, la date de 960 est erronée. La première mention de Mirepoix date de la charte de 1061.
Le castrum est aménagé dès le XIe siècle avec un village et une maison forte.
Le cartulaire de Mirepoix indique qu'en 1084, un Arnaud Bellissen prête serment de fidélité pour le château de Mirepoix à Ermengarde de Carcassonne et à son fils Bernard Aton.
En 1095, le comte de Foix Roger II reconnaît que le château de Mirepoix est un fief relevant de la vicomté de Carcassonne. Roger III fait de même en 1110.
En 1125, Roger de Mirepoix, Arnaud Roger et Roger Isarn prêtent serment de fidélité au comte de Foix. Le 9 janvier 1152, Pierre Roger, fils de Bellissen, rend hommage à Bernard Aton, fils d'Ermengarde. Le 4 juillet 1159, onze coseigneurs, dont Raymond de Rabat,époux d'Ave, fille de Roger Mirepoix, Guillaume Roger, Pierre de Marliag, Bernard d'Arnave, Roger Isnar, Guillaume Bataille, fils de Bellissen, jurent fidélité à Roger-Bernard Ier, comte de Foix.
En 1207, trente cinq coseigneurs de Mirepoix accordent une charte de coutumes aux habitants. La charte des coutumes est ratifiée par le comte de Foix.
La seigneurie de Mirepoix est donnée à Gui de Lévis, originaire de Lévis-Saint-Nom, lieutenant de Simon de Montfort, par le traité de Paris (1229). Il a pris alors le nom de Gui Ier de Lévis Mirepoix. Il a aussi reçu le titre héréditaire de maréchal de la foi et le fief de Lagarde. Il est mort en 1233.
Un second château est construit à la fin du XIIIe siècle dont il reste une tour rectangulaire et des vestiges de tours de l'enceinte.
Jean de Lévis Lomagne, seigneur de Roquefort, baron de Terride, mort en 1664 au château de Terride, a été le dernier membre de la famille de Lévis à habiter au château. Les seigneurs de Mirepoix habitaient au château de Lagarde depuis le XIVe siècle.
Le bâtiment à fronton triangulaire a été modifié au XVIIe siècle.
Au début du XXe siècle, le château appartient à Pierre Dominique Clément Moras, conseiller à la cour de cassation. Il a fait abattre les restes de la première fortification, fait ouvrir de nouvelles fenêtres et installer un grand portail à la place d'une poterne.

## Protection
Les ruines du premier château sont classées à l'inventaire des monuments historiques par la liste de 1875.
C'est également un site classé par arrêté du 23 août 1943 avec les ruines, le bosquet et la terrasse du château ainsi que leurs abords, ensemble comprenant les immeubles nus et bâtis sur les parcelles n° 1844 à 1861, 1862P et 1863, section B du cadastre.

## Description
L'accès au château s'effectue par un pont à trois arches datant de 1662 surplombant un fossé. 

## Valorisation du patrimoine
Depuis 1996, Raymond Roger, alors propriétaire, a rénové les lieux et a reçu en 2009 le prix Restauration exemplaire de l'association Vieilles maisons françaises pour la restauration de deux cheminées du XVe siècle situées dans la tour carrée.
En août 2021, le château de Terride accueille le premier festival artistique Castel Artès, où se produisent notamment Edwin Crossley-Mercer, Vincent Chaillet, devenus propriétaires en 2020, et les artistes Julie Fuchs, Marie-Armelle Deguy, Michelle Bradley, Marina Viotti, Gabriel Bianco, Adam Laloum et Silvère Jarrosson. Le festival est pluridisciplinaire et annuel. Dans ce cadre et lors des Journées du patrimoine, la dimension patrimoniale du lieu est également valorisée par le Pays d'art et d'histoire des Pyrénées Cathares.
En 2022, le château est sélectionné par la Fondation du patrimoine pour figurer parmi les sites prioritaires de la « mission Stéphane Bern ». Un important projet de valorisation du lieu est envisagé.